# Danuviella subplana
Danuviella subplana är en stekelart som beskrevs av Erdös 1958. Danuviella subplana ingår i släktet Danuviella, och familjen finglanssteklar. Arten är reproducerande i Sverige.